# Завіші (рід)
Завіші (пол. Zawisza) — шляхетський рід у Великому Князівстві Литовському гербу «Лебідь», пізніше литовські дворянські роди гербів «Пржерова», «Задора» та «Чорний». Спочатку Завіші користувалися гербом «Ружа»
Внесено в I і VI частини родовідних книг Віленської, Гродненської, Ковенської губерній Російської імперії. Перший з них сходить до XV століття.

## Родовід
Є однією з багатьох галузей литовської боярської родини гербу «Лебідь» відомої вже на Городельській унії 1413 року.
1. Завіша (родоначальник роду Завіша згадується в 1443-1486 роках)
  1. Миколай (згаданий в 1496 р.); не залишив після себе нащадків
  2. Ян (? — до 1506), дворянин господарський (від 1491)
  3. Юріый (біля 1480 — до 1528), суддя земський Дорогичинський
    1. Миколай
    2. Ян
    3. Альбрехт
    4. Кшиштоф

  4. Ян (біля 1485—1524), в молодості служив із Радзивілом, староста Любошанський (до 1519), Жижморський (з 1519) і підстолій великий литовський (1519—1526); не залишив після себе нащадків
  5. Андрій (біля 1490 — до 1534), тивун Віленський, котрий в 1528 р. поставив у військо 29 вершників; 2-а дружина його — Барбара з Кезгайлів
    1. Ян (1520?—1557)
      1. Ян (біля 1550—1626), підкоморій Лідський (з 1593), воєвода Мстиславський (з 1596), воєвода Вітебський і староста Суразький (з 1599)
        1. Миколай (біля 1585—1647), референдар світський великий литовський (1625—1626), каштелян Вітебський (з 1626)

      2. Юрій (біля 1555 — після 1590), володів маєтком Раків
        1. Ганна; у шлюбі з — Санґушко Семеном Самійлом

      3. Андрій (біля 1557 — лютий 1604 р.), підскарбій великий литовський (з 1598)
        1. Кшиштоф (1578 — 23 січня 1670), писар великий литовський (з 1637), староста Мінський (1631—1645) і Браславський (з 1645), маршалок надвірний литовський (з 1649), великий маршалок литовський (1654—1669), каштелян Віленський (з 1669); дружина його — Катерина з Тишкевичів
          1. Андрій Казимир (1618—1678), великий писар литовський; отримав після батька Мінське староство
            1. Кшиштоф Станіслав (20 квітня 1660 — 15.08.1721), воєвода Мінський (з 1720)
              1. Ігнатій (біля 1690 — 16.08.1738), мечник (з 1730) і підкоморій великий литовський (з 1734), маршалок надвірний литовський (з 1736)
              2. Барбара (3.12.1690 — 15.02.1770); чоловік — князь Миколай Фаустин Радзивіл.

            2.  ?
              1. Кшиштоф Теобальд (?—1763), староста Стародубський

          2. Ян Юрій (біля 1620—1671), отримав від батька Браславське староство

    2. Мельхіор (1525?—1592), маршалок господарський (з 1578), каштелян вітебський (з 1588)
      1. Андрій (?—1630), каштелян мінський (з 1628)

## Галерея

Портрети представників роду Завішів
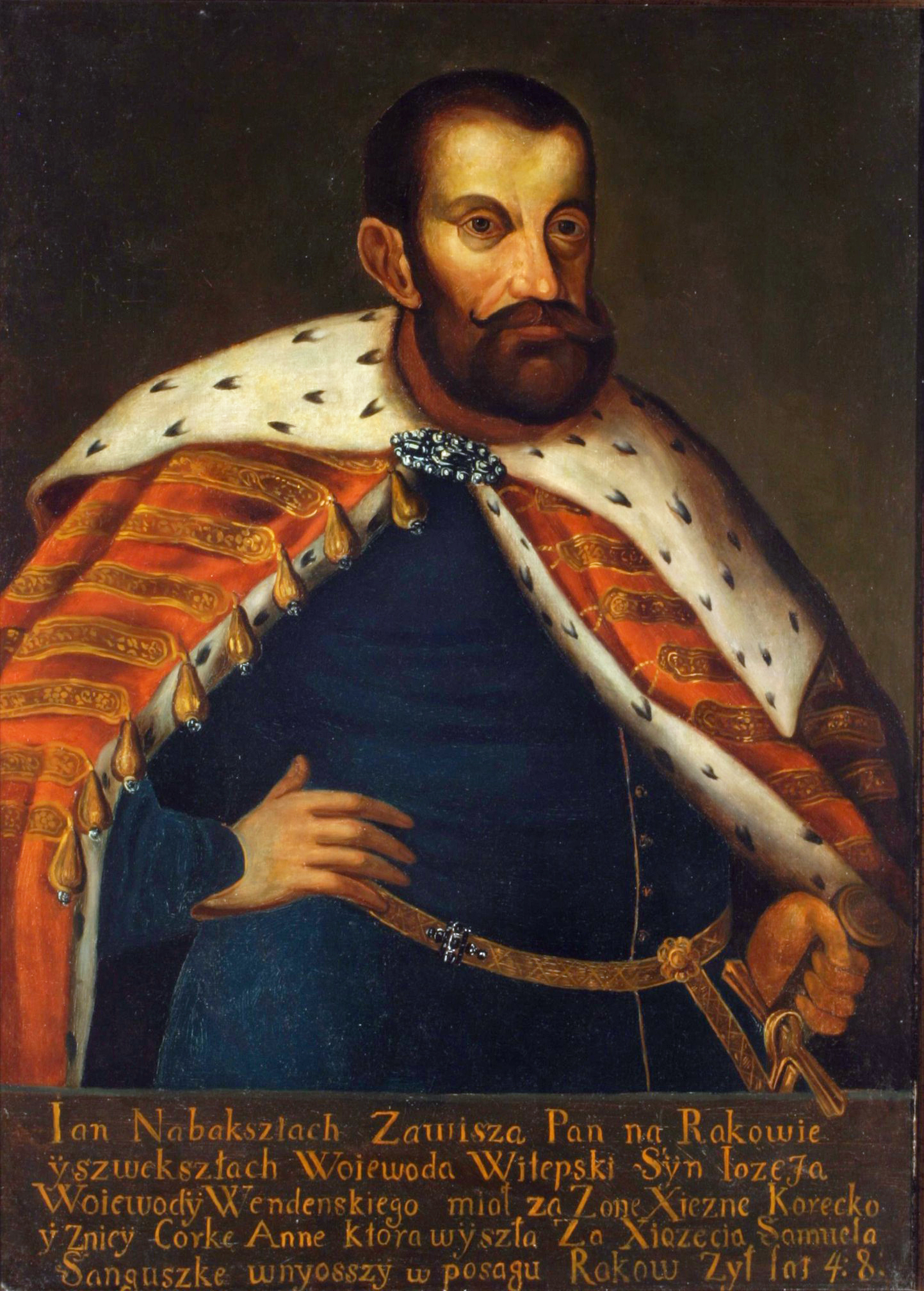
Ян Завіша
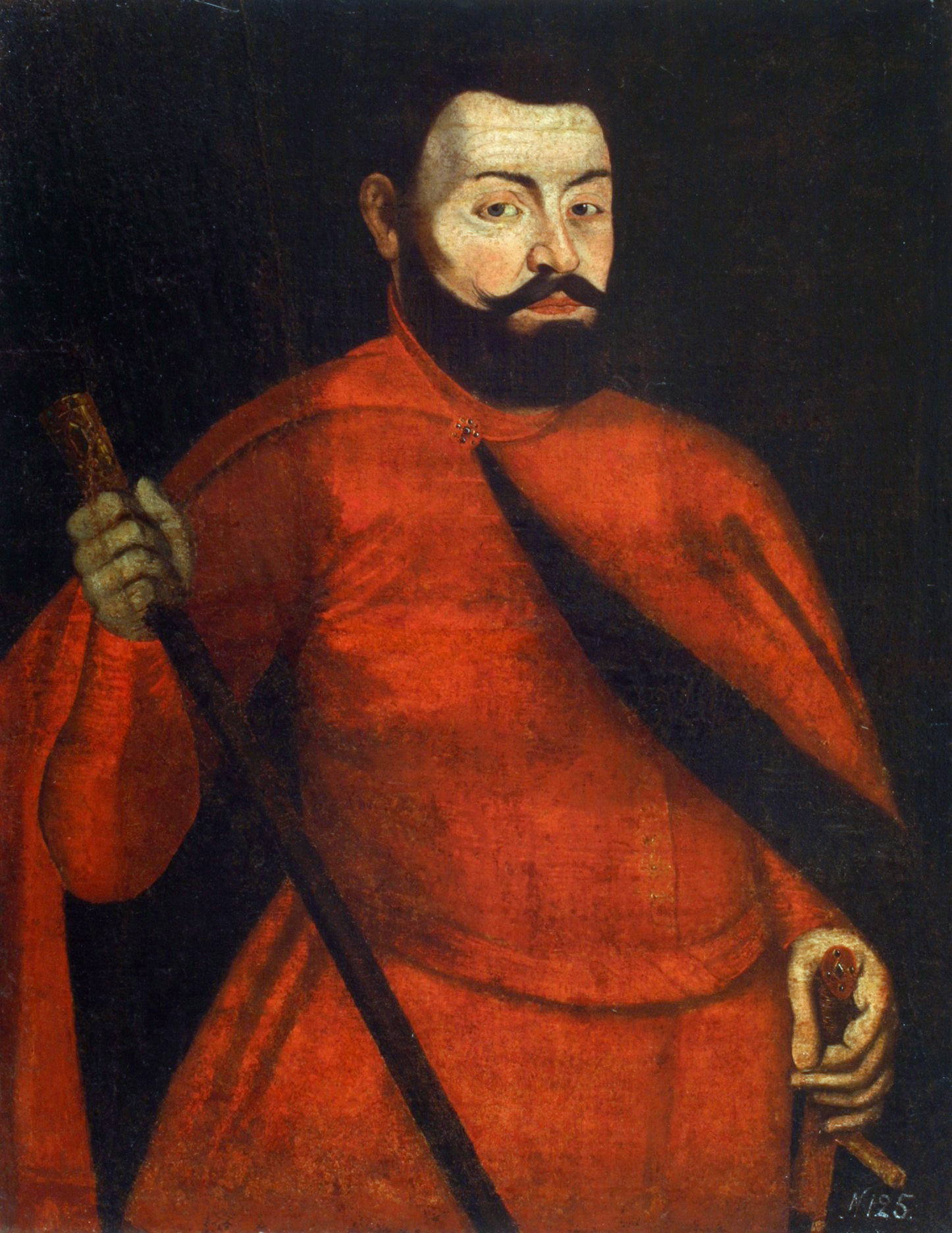
Миколай Завіша
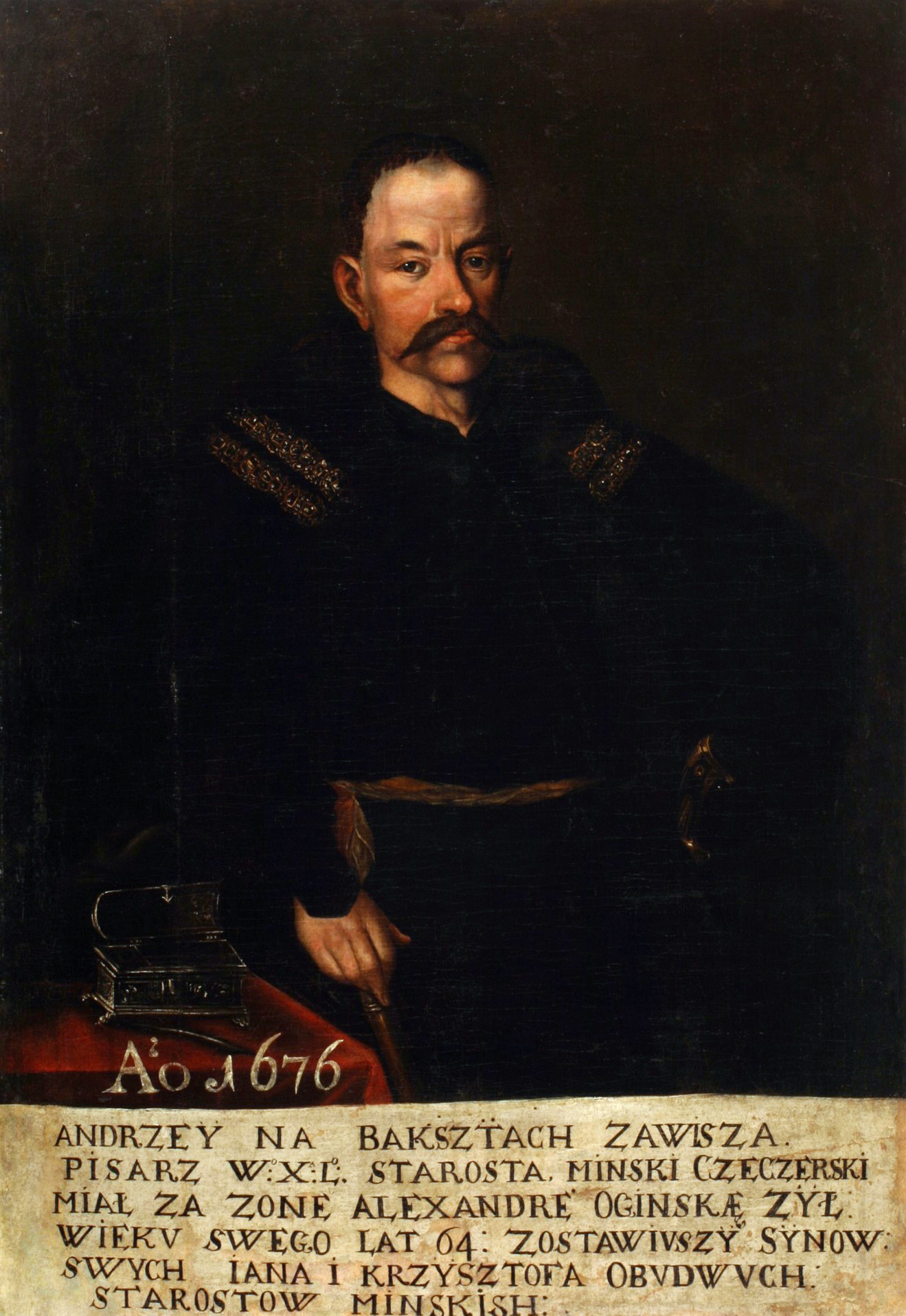
Андрій Казимир Завіша
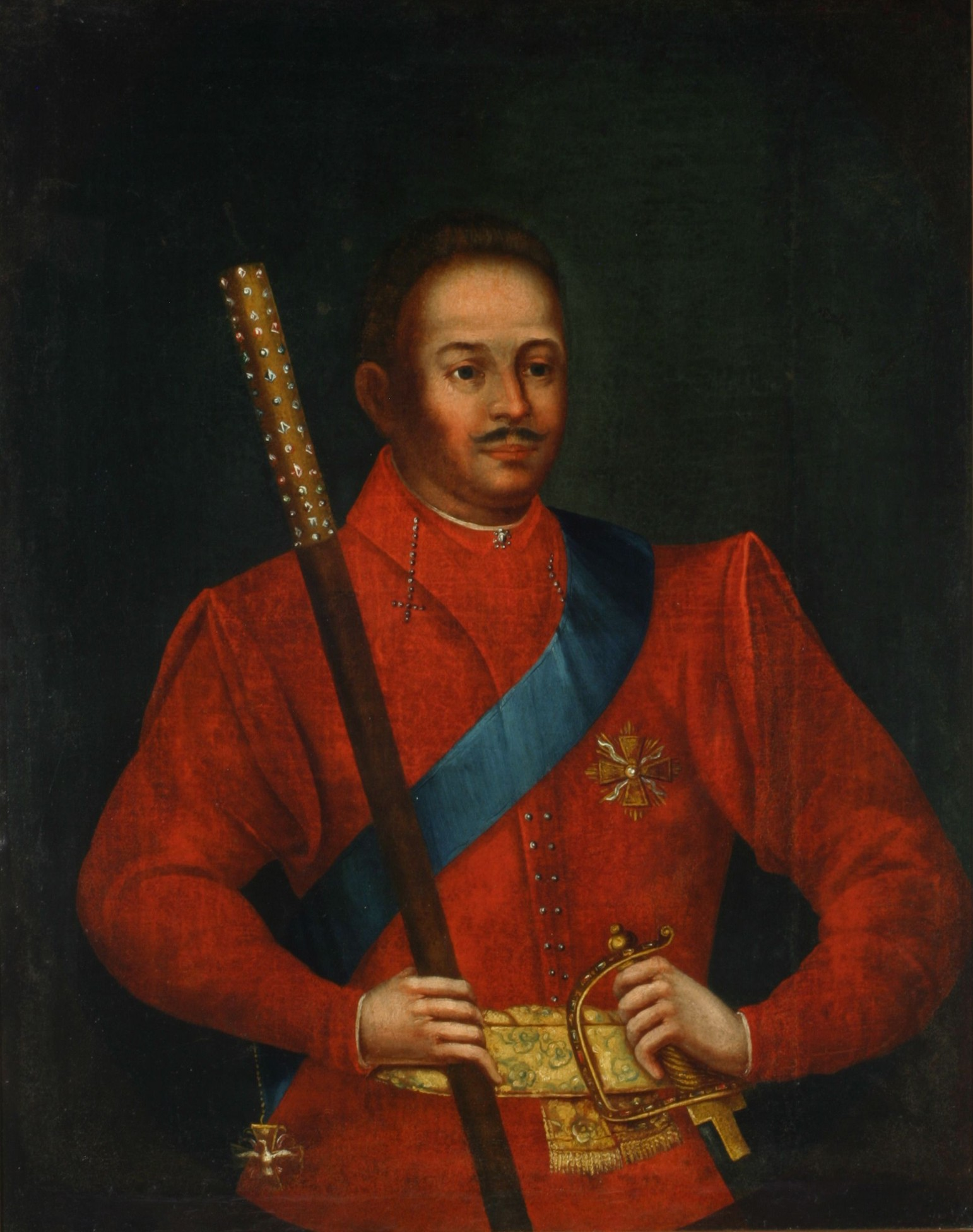
Ігнат Завіша
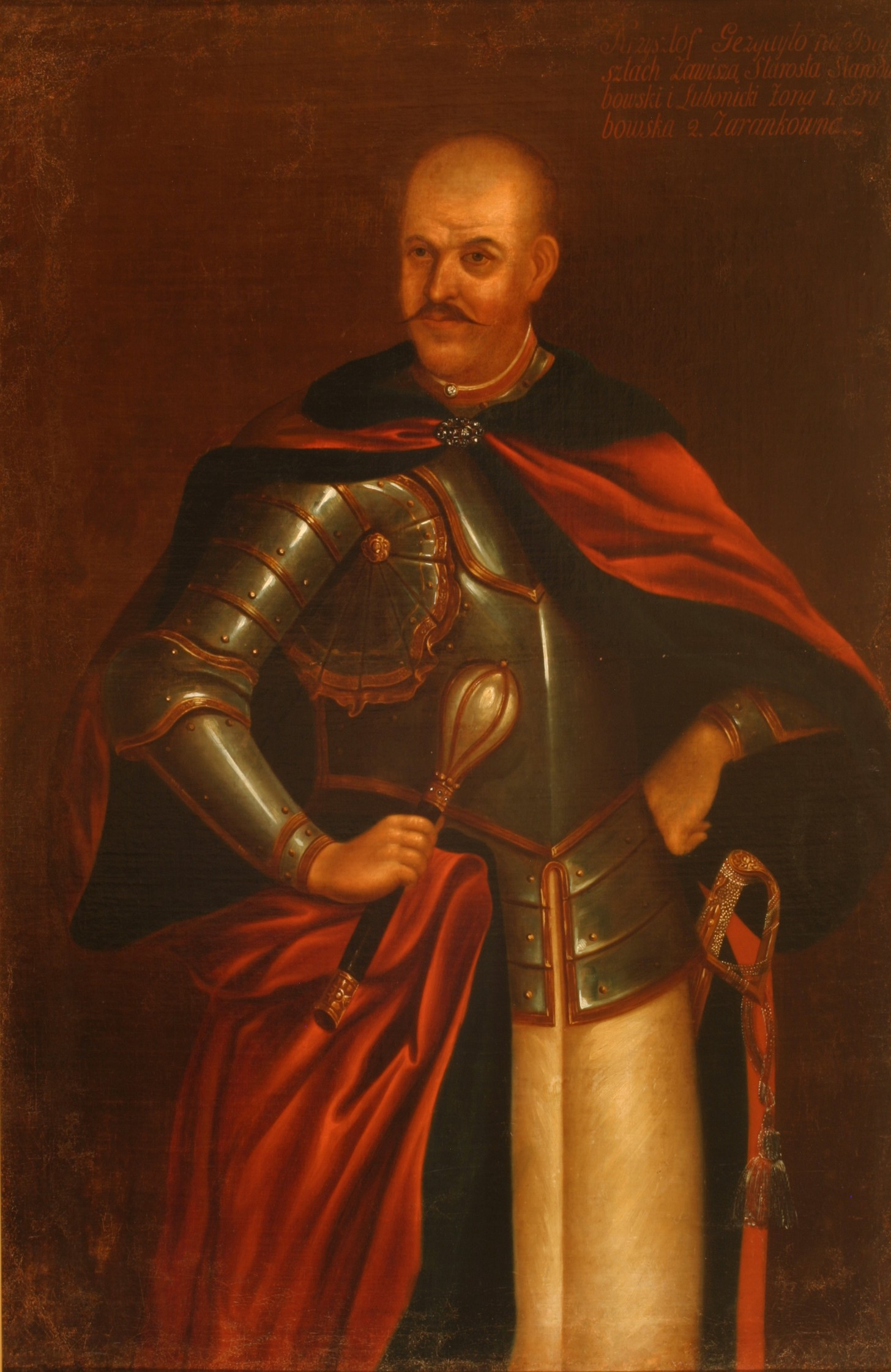
Кшиштоф Теобальд Завіша